# Hélène Nebout
Pour les articles homonymes, voir Nebout.
Hélène Nebout, dite « chef Luc », née le 30 août 1917 à Saint-Même-les-Carrières et morte le 10 novembre 2014 à Puilboreau, est une résistante charentaise.

## Biographie
Née en 1917 à Saint-Même-les-Carrières, elle entre à l'École normale puis est nommée institutrice à Chasseneuil-sur-Bonnieure le 1er octobre 1939.
Elle entend l'appel du général de Gaulle mais ne rencontre personne. La ligne de démarcation passe en Charente : Chasseneuil est en zone libre et les parents d'Hélène Nebout sont en zone occupée. Elle obtient un Ausweis pour leur rendre visite.
Elle est décédée le 10 novembre 2014, âgée de 97 ans. Incinérée à La Rochelle le 17 novembre, ses cendres sont déposées le 19, à l'issue d'une cérémonie d'inhumation, dans la crypte du mémorial de la résistance de Chasseneuil-sur-Bonnieure .
Conformément à ses vœux, elle repose auprès des principaux chefs de la résistance charentaise du maquis de Bir Hacheim.

### Résistance
En 1941, elle est contactée par deux Anglais pour faire passer des messages, ce qu'elle fait à plusieurs reprises avant de perdre leur contact. 
Au printemps 1943, elle est  agent de liaison du mouvement Libération à Limoges et l'organisation la charge de créer un groupe de résistance à Chasseneuil. Elle rencontre André Chabanne, évadé. Avec Guy Pascaud, dit « You », et André Chabanne, dit « Blanqui », Nebout est à l'origine du maquis de Bir Hacheim,.
À partir d'octobre 1943 et de l'affiliation à l'armée secrète (n° 18), le maquis reçoit des armes et une subvention. Il passe de 100 à 500 membres pour, à la libération de la Charente, avec ses différentes sections, regrouper 1800 combattants.
Après la libération d'Angoulême, Nebout est mutée dans les Forces aériennes françaises de l'intérieur . Elle est présente pour accueillir le général de Gaulle quand il atterrit à l'aérodrome de Cognac, le 18 septembre 1944. Elle participe aux combats de la libération de l'île d'Oléron.
Elle reçoit la Médaille de la résistance.
En 1947, après deux années de service comme lieutenant dans le corps féminin de l'aviation militaire, elle redevient institutrice.
Après la guerre, elle consacre beaucoup de temps à la vie des associations pour que se perpétue le souvenir de la Résistance.
Le 20 août 2005, elle est promue officier de la Légion d'honneur.

## Distinctions
- Officière de la Légion d'honneur (2005)
- Officière de l'ordre national du Mérite
- Médaille de la Résistance française (décret du 15 juin 1946)[6]
- Officière de l'ordre des Palmes académiques
- Croix du combattant volontaire de la guerre de 1939–1945
- Croix du combattant volontaire de la Résistance
- Croix du combattant
- Médaille commémorative française de la guerre 1939–1945 avec barrette libération
- Titulaire de la médaille de l'Association franco-britannique avec rosette

### Articles annexes
- Maquis de Bir Hacheim